# 광주송원중학교
광주송원중학교(光州松源中學校)는 대한민국 광주광역시 남구 송하동에 위치한 사립 중학교이다.

## 학교 연혁
- 1965년 2월 24일 : 개교
- 1978년 3월 23일 : 학교법인 송원학원 변경인가
- 1978년 3월 23일 : 고제철 이사장 취임 (개교기념일)
- 1978년 4월 27일 : 광주송원중학교로 변경인가
- 2007년 3월 1일 : 송원여자중학교와 통합
- 2023년 7월 27일 : 제2대 경영학 박사 고경주 이사장 취임
- 2023년 9월 1일 : 제27대 교장 임광태 선생 취임
- 2025년 1월 10일 : 제58회 졸업 203명 (졸업 연인원 20,358명)

## 참고 자료
- 광주송원중학교 - 한국교육학술정보원 학교알리미